# Donna Allen (Aktivistin)
Donna Allen (Donna Rehkopf; * 19. August 1920 in Petoskey, Michigan; † 19. Juli 1999) war eine US-amerikanische Arbeitsökonomin, Historikerin, Feministin sowie Bürgerrechtlerin, die unter anderem 1972 Gründerin des Women’s Institute for Freedom of the Press (WIFP) war. Als feministische Arbeitsökonomin, Historikerin und unermüdliche Aktivistin hat Donna Allen viele Frauen dazu angeregt, ein demokratischeres Kommunikationssystem zu suchen, das die amerikanische Demokratie wiederbeleben und Armut, Rassismus und Krieg beenden sollte.

## Leben
Die als Donna Rehkopf geborene Donna Allen, Tochter des Hütteningenieurs Caspar Henderson Rehkopf und der Schullehrerin Louise Densmore, begann nach dem Schulbesuch ein Studium der Geschichte und Wirtschaftswissenschaften an der Duke University, das sie 1943 mit einem Bachelor abschloss. Noch während des Studiums heiratete sie 1942 Russell Allen und aus dieser Ehe gingen vier Kinder hervor. Während des Zweiten Weltkrieges meldete sie sich 1943 freiwillig als Kryptographin in Arlington Hall, dem Hauptquartier des Signal Intelligence Service (SIS) der US-Armee, während ihr Mann seinen Kriegsdienst in die Armee begann. 1946 begannen sie und ihr Ehemann ein postgraduales Studium der Wirtschaftswissenschaften an der University of Chicago, das sie 1949 mit einem M.A. beendete. Zugleich arbeitete sie von 1946 bis 1948 Gesetzgebungsassistentin des demokratischen Senators von Illinois, Paul Howard Douglas, und schrieb während der Amtszeit von US-Präsident Harry S. Truman Schriftsätze für Arbeitsämter. Sie und ihr Ehemann unterstützten Henry A. Wallace von der Progressive Party bei dessen Kandidatur bei der Präsidentschaftswahl 1948 sowie die Highlander Folk School, die bahnbrechende integrative Arbeits- und Gemeinschaftsorganisationsschule in Tennessee. Zu dieser Zeit wandte sich das Land dem Militarismus des Kalten Krieges und einer Ära der kulturellen Konformität zu, die den Frauen zunehmend Grenzen setzte.
1949 wurde Russell Allen Forschungs- und Bildungsdirektor der Gewerkschaft United Papermakers and Paperworkers (UPP), woraufhin die Familie nach Albany. 1952 schloss sie ihre Dissertation über Kollektivverhandlungen nach dem Railway Labour Act ab und erhielt ihren Abschluss als M.A. von der University of Chicago. Nachdem die Familie von 1953 bis 1955 nach Schenectady gezogen war, lehrte als Dozentin sie an der School of Industrial and Labour Relations der Cornell University. 1965 erschien Fringe Benefits: Wages or Social Obligation?.

### Kampagne für Frieden und Gleichheit
1957 zog die Familie nach Washington, D.C., wo Russell Allen eine Stelle als Arbeitserzieher und Ökonom beim Gewerkschaftsdachverband American Federation of Labor and Congress of Industrial Organizations (AFL-CIO) annahm, während Donna Allen Vorstandsmitglied der Women’s International League for Peace and Freedom (WILPF) wurde, der ältesten internationalen Frauen-Friedensorganisation der Welt. 1960 wurde sie Mitarbeiterin im Stab des demokratischen Mitgliedes des US-Repräsentantenhauses aus Vermont, William H. Meyer, um dessen Kampagne gegen die Verbreitung von Atomwaffen zu unterstützen. Als die Vereinigten Staaten und die Sowjetunion 1961 ihren Waffenstillstand gegen atmosphärische Atomtests beendeten, wurde sie eine der Gründerinnen von Women Strike for Peace (WSP). In einer Zeit der Unterdrückung abweichender Meinungen wurde sie zunehmend zu einer beliebten Rednerin zu aktuellen Themen und ihr energischer sowie persönlicher Redestil rekrutierte viele neue Menschen für Bewegungen für Veränderung.
Als Wirtschaftswissenschaftlerin forschte und schrieb Donna Allen über die Ökonomie von Abrüstung und Frieden, sagte vor dem Kongress aus und nahm an nationalen und internationalen Konferenzen teil – darunter das International Arms Control and Disarmament Symposium in Ann Arbor im Januar 1964 und die Conference on Economic Aspects of Disarmament in Wien im Dezember 1964. Nach der Wiener Konferenz ging sie nach Paris, wo sie bei einer europäischen Demonstration von fünfzehn Nationen gegen eine nuklear bewaffnete Organisation des Nordatlantikvertrages festgenommen wurde. 1964 wurden Donna Allen und zwei weitere Personen vom Komitee für unamerikanische Umtriebe (HUAC) des US-Repräsentantenhauses wegen ihrer Friedensaktivitäten vorgeladen. Sie verweigerten die Aussage, als sie in geschlossenen Anhörungen dazu aufgefordert wurden, und die Regierung stellte sie wegen Missachtung vor Gericht. Ein Bezirksgericht (US District Court) verhängte am 4. Juni 1966 Bewährungsstrafen von vier bis zwölf Monaten Gefängnis, aber ein Berufungsgericht hob das Urteil 1966 auf, nachdem Allen auf eine landesweite Vortragsreise zur Verteidigung der bürgerlichen Freiheiten und des Friedens gegangen war. Im Dezember 1965 begann sie ihre Vollzeitarbeit als Vertreterin des Nationalen Komitees zum Verbot des HUAC in Washington, D.C. Sie beteiligte sich an Bürgerrechtsaktivitäten und schrieb eine Broschüre mit dem Titel „What's Wrong with the War in Vietnam“, die Parallelen zwischen der brutalen Behandlung von Schwarzen im Süden und vietnamesischen Bauern zog. Allen reiste weiterhin als Rednerin durch das Land und Haus in Washington, D.C., wurde zu einem Strategiezentrum für Aktivisten der Bewegung. Im August 1965 riefen sie und dreißig andere zu einer Versammlung nicht vertretener Völker auf, um den Widerstand gegen den Krieg und die Segregation im Süden zu organisieren, und sie half bei der Organisation der dramatischen Konfrontation zwischen Friedensdemonstranten und Soldaten, die am 21. Oktober 1967 am Pentagon stattfand. Zu dieser Zeit trat sie der „Jeannette Rankin“-Brigade for Peace, der Poor People’s Campaign und der Kampagne für die Eigenstaatlichkeit des District of Columbia als Mitglied bei.

### Demokratisierung der Medien
Allen trat seit ihrer Jugend für das Recht jedes Menschen ein, für sich selbst zu sprechen, und vertrat die radikale Vorstellung, dass in einer Demokratie jeder den gleichen Zugang zu den Kommunikationsmitteln haben sollte. Sie und ihre Tochter Dana schrieben später:

“The time has come for a radical re-evaluation of the role of the mass media in our society—politically. We all experience the power of mass media over our decisions due to its massive outreach. Yet we know that no democracy can survive where a few men have such immense political power relative to others”

„Die Zeit ist gekommen für eine radikale Neubewertung der Rolle der Massenmedien in unserer Gesellschaft – politisch. Wir alle erleben die Macht der Massenmedien über unsere Entscheidungen aufgrund ihrer massiven Reichweite. Wir wissen jedoch, dass keine Demokratie überleben kann, wo einige wenige Männer im Vergleich zu anderen eine so immense politische Macht haben“

Durch ihre Erfahrungen als Aktivistin wurde sie zunehmend mit dem Problem eines Massenmedienmonopols konfrontiert, bei dem einige wenige Unternehmen die Kommunikationsmittel überproportional besaßen und kontrollierten. Sie sagte, die Massenmedien eher ein Kommunikationsmittel als ein Mittel zum Regieren sein sollten und kritisierte das Versäumnis der Massenmedien, den Menschen zu erlauben, für sich selbst zu sprechen. Sie untersuchte die wirtschaftliche Konzentration des Medieneigentums und argumentierte, dass das Fehlen einer leicht zugänglichen freien Presse, wie sie sich die Unterzeichner der Verfassung der Vereinigten Staaten vorgestellt hatten, die Grundlagen der Demokratie bedrohte.
Für den Rest ihres Lebens drängte Donna Allen energisch auf neue Wege, um finanziell tragfähige Formen alternativer Medien zu schaffen, erforschte Theorien der Mediendemokratie und startete innovative Kampagnen, um Frauen zu organisieren, um ein partizipativeres Kommunikationssystem zu schaffen. Inmitten ihrer vielen Aktivitäten erwarb sie 1971 einen Ph.D. in Geschichte von der Howard University und schrieb eine Dissertation darüber, wie die Massenmedien die öffentliche Meinung davon ablenkten, die nationale Krankenversicherung nach dem Zweiten Weltkrieg zu unterstützen. 1972 gründete Allen das Women’s Institute for Freedom of the Press (WIFP), unterstützt von ihrer Tochter Martha Leslie Allen. Sie widmeten das Institut der „Erweiterung der Kommunikationsfähigkeit und der Suche nach Wegen, die es jedem von uns ermöglichen, für sich selbst zu sprechen“ (expanding the ability to communicate and to finding ways to enable each of us to speak for ourselves). Sie taten dies teilweise, indem sie ihre eigenen Kommunikationsmittel etablierten. Sie bearbeitete den Media Report to Women von 1972 bis 1987 und übertrug ihn dann an einen neuen Redakteur. Martha Allen redigierte weiterhin das Directory of Women’s Media und berichtete über die vielen Möglichkeiten, wie Frauen den Raum für ein demokratischeres Kommunikationssystem erweiterten. Donna Allen arbeitete zuletzt viele Stunden ehrenamtlich ohne Bezahlung und beherbergte das Fraueninstitut in ihrem Haus, während sie und Tochter Martha ihr Einkommen durch Artikel und Schriftsätze erhöhten, Praktika für Studentinnen entwickelten, die Mediendemokratie studierten und internationale Telefonkonferenzen organisierten.

## Veröffentlichungen
- Fringe Benefits: Wages or Social Obligation?, 1965, überarbeitete Neuauflage 1969
- Inadequate Media and the Failure of the National Health Insurance Proposal in the Late 1940s, Dissertation (Ph.D.), Howard University, 1971
- Communications at the Crossroads: The Gender Gap Connection, Mitherausgeberin Ramona R. Rush, 1989
- Women Transforming Communications: Global Intersections, Mitherausgeberinnen Ramona R. Rush, Susan J. Kaufman, 1996

## Hintergrundliteratur
- Ramona R. Rush, Carol E. Oukrop und Pamela J. Creedon (Herausgeberinnen): Seeking Equity for Women in Journalism and Mass Communication Education: A 30-Year Update, 2004
- Danna L. Walker: Reason and Radicalism: The History of Donna Allen and Women’s Activism in Media, Dissertation (Ph.D.), University of Maryland, 2003